# Ferma Monștrilor
Ferma Monștrilor (engleză Monster Farm) este un serial de animație american produs de firma Saban Entertainment. A fost difuzat pe Fox Kids între 1998 și 1999 pentru 26 de episoade.
In anul 2001, cand Disney a cumpărat Fox Kids Worldwide, acesta a devenit proprietarul librăriei Fox Kids, care include totodată, conținutul de la Saban Entertainment. Însa conținutul nu este disponibil pe Disney+.

## Povestea
Seria se bazează pe un tânar din oraș care îl chema Jack Haylee și primește ferma moștenită de unchiul său Harloff.Găsește la fermă o colecție de animale tare ciudate. Împreună,la această improbabilă menajerie trebuie să lucreze pentru a ajuta pe noul proprietar să salveze casa de la curiozitatea solicitanților care amenință lumea lor trăznită.

## Parcelă
Seria a fost despre un tânăr din orașul numit Jack Haylee și ferma pe care o moștenește de la marele său unchi Harloff. Ceea ce găsește atunci când ajunge este o colecție bizare de animale de fermă. Împreună, acest menajer puțin probabil trebuie să lucreze pentru a-și ajuta noul proprietar să-și salveze locuința de la căutătorii de curiozitate care îi amenință lumea nebună.

## Dezvoltare
A fost creat și dezvoltat pentru televiziune de Taylor Grant . Alex Borstein și Steve Marmel au fost aduse pentru a scrie unele dintre episoade.
1. ↑  „U.S. Copyright Public Records System”.
2. ↑  „Disney+ and Missing Saban Entertainment & Fox Kids-Jetix Worldwide Library - DejaView News”. 14 septembrie 2022. Arhivat din original la 14 septembrie 2022. Accesat în 12 octombrie 2022.
3. ↑  „Liste - BVS Entertainment | Séries”.